# Alfredo Kojima
Alfredo Kojima (nacido el 25 de febrero de 1976 en Gramado, Rio Grande do Sul, Brasil) es un programador japonés-brasileño. Inició el desarrollo de Window Maker, un gestor de ventanas para X Window System, en 1997.

## Biografía
Kojima nació en Gramado, Rio Grande do Sul, Brasil como hijo mayor de padres japoneses.
Después de graduarse con el título de bachillerato en computación de la Universidad Federal de Rio Grande do Sul (UFRGS), comenzó a trabajar en Conectiva donde escribió la primera versión de Synaptic, un administrador de paquetes gráfico, y, en colaboración con Claudio Matsuoka escribió un backend del administrador de paquetes APT en formato RPM — anteriormente, la suite APT estaba disponible sólo en el formato de paquetes DEB, propio de la distribución Debian.
En marzo de 2006, trabaja para MySQL como un desarrollador de la GUI, donde escribió las versiones para los sistemas operativos GNU/Linux y Mac OS X de los programas MySQL Administrator, MySQL Workbench y MySQL Query Browser.
Kojima vive ahora en Buenos Aires, Argentina con su esposa Sonia.